# Na svoji zemlji
Na svoji zemlji je prvi slovenski zvočni celovečerni igrani film. Gre za vojni film, posnet v črno-beli tehniki v letih 1947 in 1948. V okviru podjetja Triglav film ga je režiral France Štiglic, prvič pa so ga predvajali 21. novembra 1948. Film je posnet po noveli Očka Orel Cirila Kosmača.

## Vsebina
Zgodba se dogaja na Primorskem, v zadnjih dveh letih osvobodilnega boja. Prebivalci tipične primorske vasi so naprej trpeli italijansko okupacijo in kasneje še nemško. Zanje je odpor priložnost, da se osvobodijo tuje nadvlade. Film je hkrati vojni film o partizanskem boju in tudi film, ki pokaže vas in njene prebivalce. V filmu nastopajo naturščiki in slovenski gledališki igralci, za katere je bil to prvi nastop v filmu.

## Spomin
Je edini slovenski film, ki so mu postavili spomenik. Za Društvo slovenskih filmskih delavcev je spomenik izdelal kipar Peter Jovanovič. Na kamnitem podstavku so izpisane besede: V teh krajih je bil posnet film Na svoji zemlji. Slovesnega odkritja na Grahovem ob Bači so se 1975 udeležili vsi živeči člani filmske ekipe in mnogi domačini.
6. oktobra 2012 sta Štefka Drolc in Aleksander Valič v Grahovem ob Bači odprla Tematsko pot Na svoji zemlji, ki predstavlja sedem lokacij, kjer so bili posneti najpomembnejši prizori.
Društvo slovenskih filmskih ustvarjalcev je leta 2012 podelilo moralno nagrado za humanitarne zasluge Na svoji zemlji. Prejemnika sta bila Tomo Križnar in Maja Weiss za angažirani dokumentarec Oči in ušesa boga – videonadzor Sudana.

## Filmska ekipa
- France Štiglic – režiser
- Ciril Kosmač – scenarij

Igralska zasedba:
- Lojze Potokar – Sova
- Franc Presetnik – Stane
- Mileva Zakrajšek – Angelca
- Metka Bučar – Travnikarica
- Avgusta Danilova – Obrekarica
- Štefka Drolc – Tildica
- Jože Gale – partizan
- Miro Kopač – očka Orel
- Jože Zupan – komandant
- Stane Sever – Drejc
- Boris Sešek – Boris

Ostali:
- Ivan Marinček – direktor fotografije
- Marjan Kozina – skladatelj filmske glasbe